# وایرکارد
وایرکارد ای‌جی یک پردازنده پرداخت و ارائه دهنده خدمات مالی آلمان است، که از ۱٫۹ میلیارد یورو پول نقد مفقود شده در ژوئن سال ۲۰۲۰ خبر داد. تحقیقات جنایی از ۲۲ ژوئن سال ۲۰۲۰ برای این پرونده آغاز شد و مارکوس براون مدیرعامل آن که اخیراً استعفا داده بود، در همان روز دستگیر شد. این شرکت فهرست شده در بورس سهام آلمان (DAX) است و مقر آن در آشهایم، در منطقه مونیخ است. این شرکت خدمات تراکنش پرداخت الکترونیکی و مدیریت ریسک و همچنین صدور و پردازش کارتهای فیزیکی و مجازی را به مشتریان خود ارائه می‌دهد.

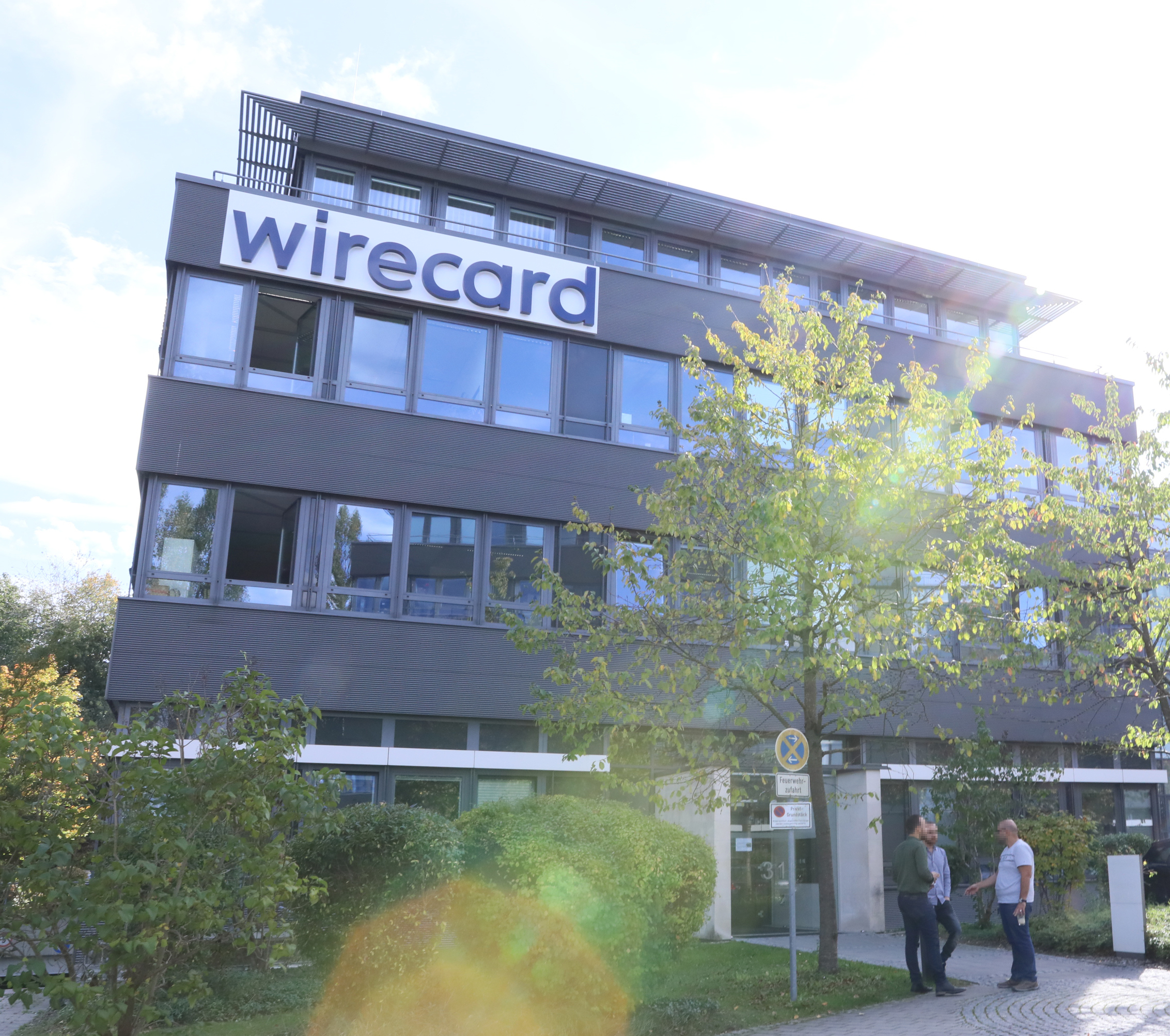
دفتر مرکزی Wirecard AG در Aschheim (در نزدیکی مونیخ)، ۲۰۱۹